# Jan van der Elburcht

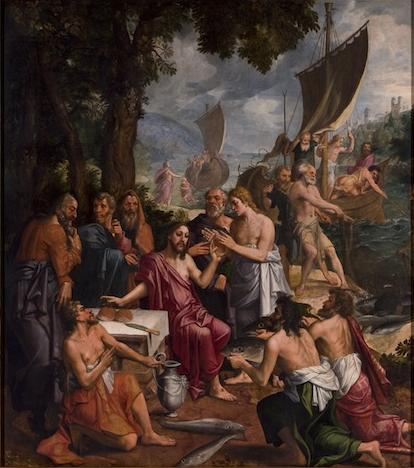
Pescuirea minunată, 1560, Onze-Lieve-Vrouwekathedraal, Antwerp

Jan van der Elburcht (n. 1500, Elburg, Gelderland, Țările de Jos – d. 1571, Antwerpen, Țările de Jos Habsburgice⁠(d)) a fost un pictor neerlandez. Numele lui este derivat din Elburg, orașul său de naștere.

## Biografie
Potrivit lui Karel van Mander, a fost numit cleen Hansken (micul Hans), și a fost cunoscut pentru peisaje. Sandrart l-a numit der kleine Hans și a afirmat că era cunoscut pentru altarul pescarului din Onze-Lieve-Vrouwekathedraal, Anvers descriind pescuirea minunată.
Potrivit RKD, a devenit membru al Breslei Sfântului Luca din Anvers în 1536. A fost un pictor de istorie. A murit în Anvers.